# Prignac-en-Médoc
Prignac-en-Médoc là một xã thuộc tỉnh Gironde trong vùng Nouvelle-Aquitaine tây nam nước Pháp.